# Alen Grd
Alen Grd (8. studenoga 1990.), hrvatski reprezentativni rukometaš
Igrač Ivančice, Varaždina, Vidovca i Poreča.
S mladom reprezentacijom 2009. osvojio je zlato na svjetskom prvenstvu.  Hrvatska mlada reprezentacija za taj uspjeh dobila je Nagradu Dražen Petrović.